# Tigri
Tigri là một thị trấn thống kê (census town) của quận South thuộc bang Delhi, Ấn Độ.

## Nhân khẩu
Theo điều tra dân số năm 2001 của Ấn Độ, Tigri có dân số 44.895 người. Phái nam chiếm 55% tổng số dân và phái nữ chiếm 45%. Tigri có tỷ lệ 62% biết đọc biết viết, cao hơn tỷ lệ trung bình toàn quốc là 59,5%: tỷ lệ cho phái nam là 70%, và tỷ lệ cho phái nữ là 51%. Tại Tigri, 17% dân số nhỏ hơn 6 tuổi.